# ミライトワとソメイティ

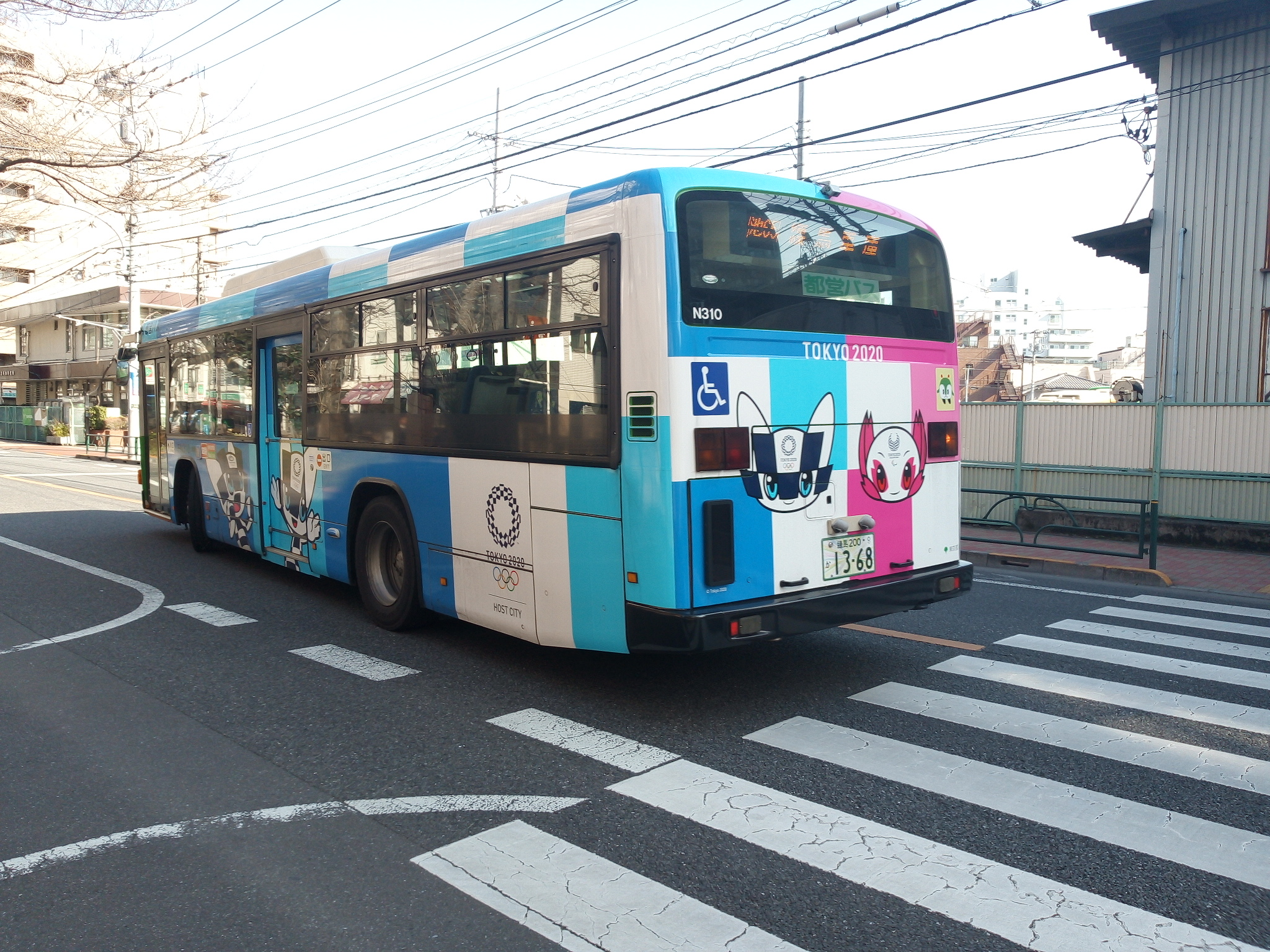
ミライトワとソメイティをラッピングした都営バスの車両

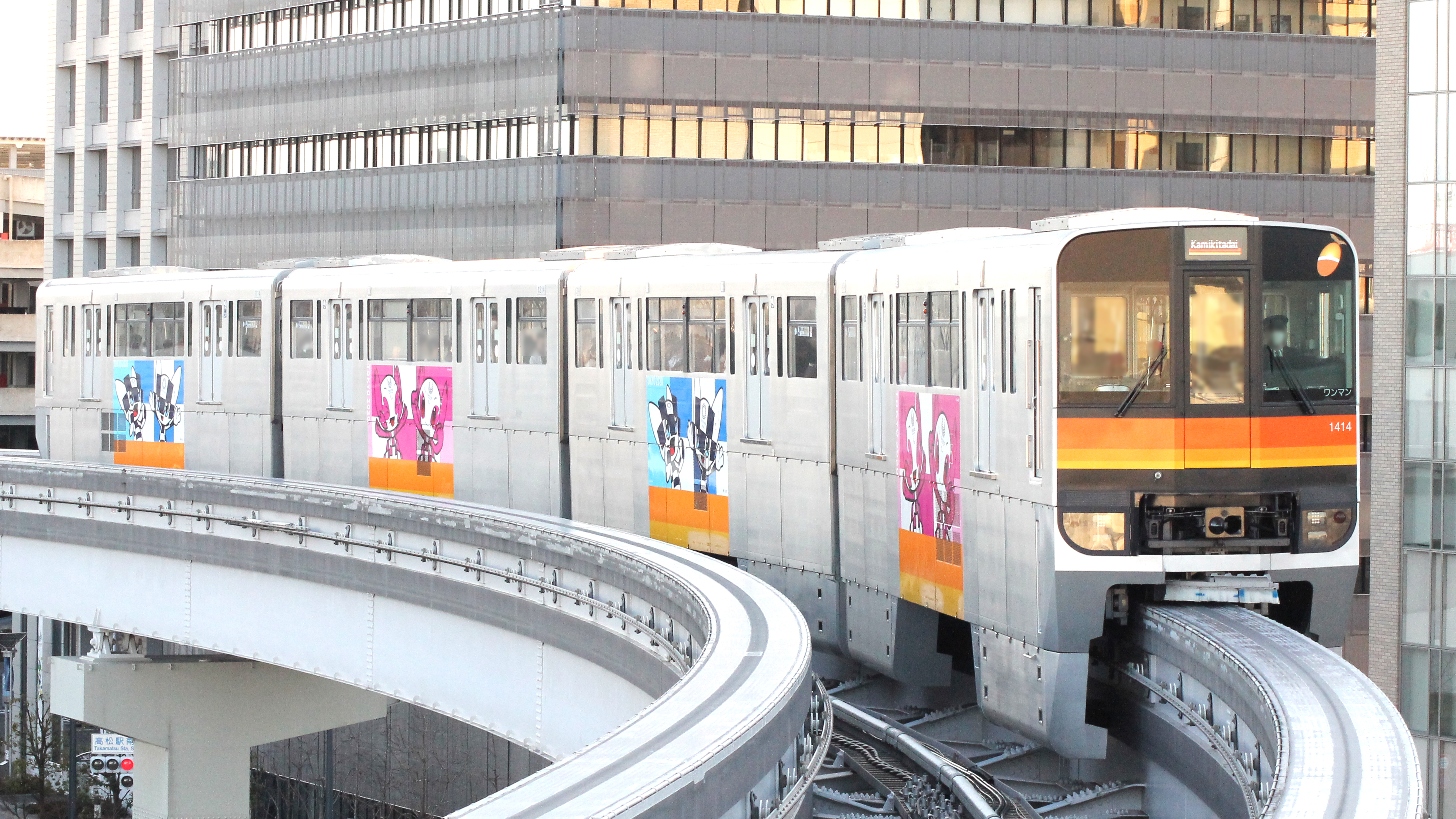
多摩都市モノレール線

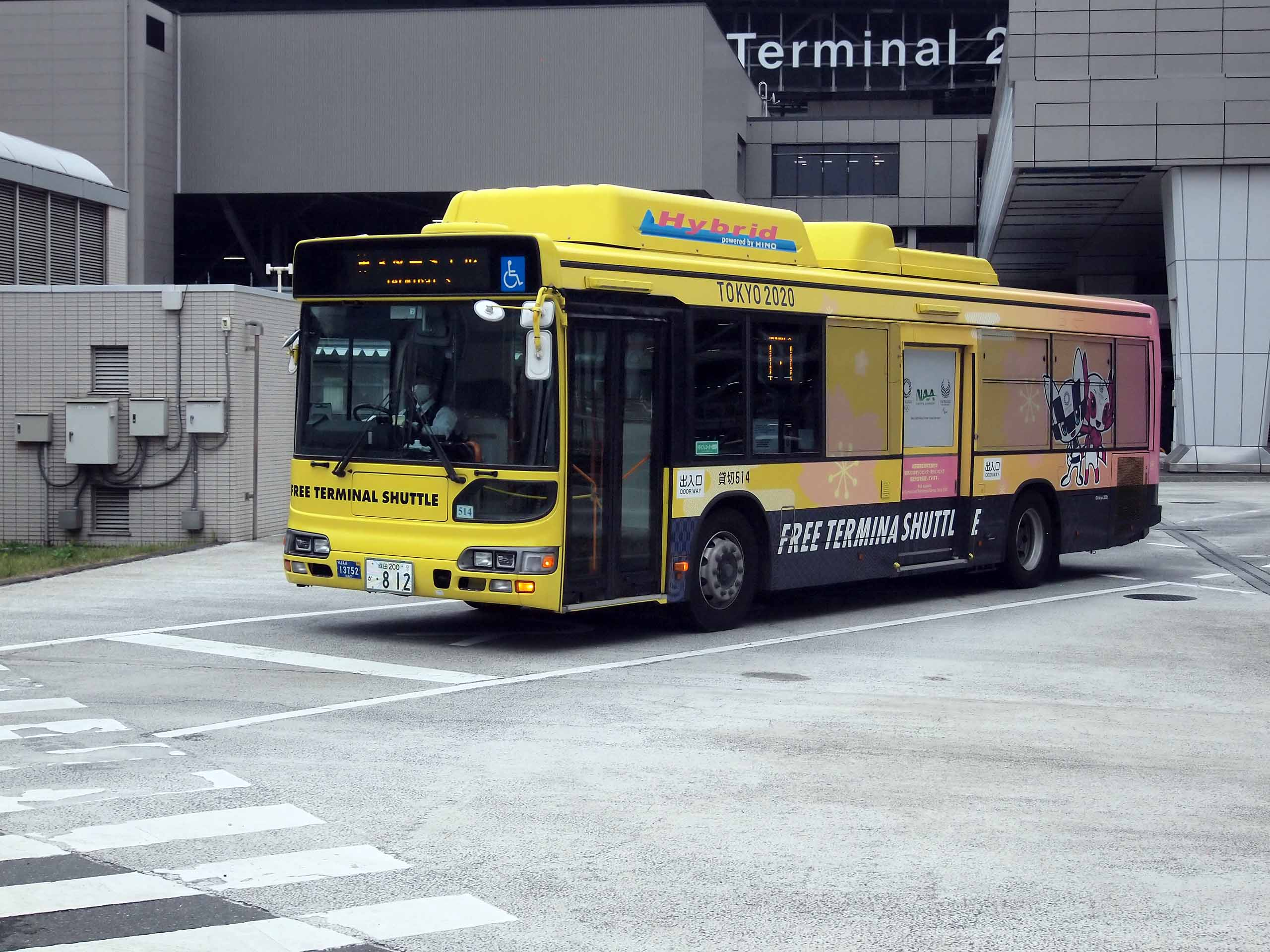
成田空港ターミナル接続バスにイラスト

ミライトワ（Miraitowa）とソメイティ（Someity）は、それぞれ東京2020オリンピックとパラリンピックの公式マスコットキャラクター。

## キャラクター
ミライトワとソメイティはデジタル世界に住んでおり、インターネットを介して現実世界との間を自由に行き来する。なお、両者とも性別の設定は確認されていない。

### ミライトワ
大会エンブレムと同じ、藍色と白の市松模様が頭部と胴体にあしらわれたキャラクター。2本の尖った耳がトレードマークで、コンセプトは温故知新。性格は正義感が強く、運動神経も抜群。特技はどんな場所にも瞬間移動が出来ること。名前の由来は、「未来」と「永遠（とわ）」という2つの言葉を結びつけて生まれ、「素晴らしい未来を永遠に」という願いが込められている。

### ソメイティ
ピンク色と白のキャラクター。性格はクール。顔の両サイドにある桜の触角でテレパシーを送受信している。また、市松模様のマントで空を飛ぶことができる。普段は物静かだが、いざとなると誰よりもパワフル。自然を愛する優しさを持ち、超能力を使って石や風と話せる。また、見るだけで物を動かす念力もある。名前の由来は、桜を代表する品種「ソメイヨシノ」(日本産の栽培品種の桜)と、非常に力強いという意味の英語「so mighty」(ソーマイティ)から生まれた。

## マスコット決定まで
2017年5月22日、組織委員会は、アンバサダーとなるマスコットキャラクターを公募することを発表した。公募後、候補作数点を発表し日本全国の小学校および海外の日本人学校の小学生の学級単位による決選投票を行うとした。
2017年12月7日、応募総数2,042件の中から最終候補作3点が発表され、小学生による投票が2018年2月22日まで行われた。16,769校、205,755学級が投票し、2018年2月28日、最多得票を得た福岡県在住でデザイナーの谷口亮がデザインした（ア）案に決定した。（イ）案のデザイナーはインターネット広告会社・サイバーエージェントにイラストレーターとして勤務する女性、（ウ）案のデザイナーは主婦でフリーのイラストレーターとしても活動する女性であった。
| 案 | デザイナー | 投票数  |
| -- | ---------- | ------- |
| ア | 谷口亮     | 109,041 |
| イ | 矢野花奈   | 61,423  |
| ウ | 秋本早苗   | 35,291  |

その後7月22日に東京ミッドタウン日比谷でネーミングが発表された。組織委員会が、1998年長野オリンピックでもマスコットネーミングを担当した会社「ZYXYZ（ジザイズ）」に委託した。同社がマスコット投票時の7000件の小学生へのアンケート（未来を感じる、桜、ヒーロー）などを元にして、候補約30案を作成、大会マスコット審査会メンバーの投票で五輪・パラ10案ずつに絞り、商標調査などを経て決定された。

## メディア

### マーチャンダイジング
オリンピックの関係者は、マスコットがライセンスとマーチャンダイジングにより東京ゲームの資金調達に役立つ収益収入1億3000万ドル(144億円)を上げることを期待している。東京大会の組織委員会は予算管理のために批判されていた。ロイターによると、2016年の調査によると、オリンピック全体の費用は「入札プロセスの初期推定値の4倍」になる可能性がある。組織委員会は、競技終了後、国際オリンピック委員会および国際パラリンピック委員会に、マスコットの知的財産権を譲渡しなければならない。
東京都交通局は2018年7月24日から、都営バスにおいてミライトワとソメイティを描いたラッピングバスの運行を始めた。また、東日本旅客鉄道（JR東日本）でも同年7月23日から9月6日までの間、山手線のE235系の一部車両に対して、ラッピング車両の運行を行った。
2018年の第69回NHK紅白歌合戦では、NHK2020応援ソング『パプリカ』を歌うFoorinの応援でミライトワとソメイティが出演した。
2021年に行われた東京オリンピック（開会式・閉会式含む）と東京パラリンピック（開会式含む）では大会自体が無観客開催になった影響もあり、ミライトワとソメイティは登場していなかったが、2021年9月5日に行われた東京パラリンピックの閉会式では両キャラクターが登場し、イベントなどに参加した。

## グッズ

### 記念硬貨
2020年東京オリンピックパラリンピックの記念硬貨は37種類発行されたが、うち1枚ずつ計2枚の100円硬貨がミライトワ、ソメイティに割り当てられることが決定し、その図案が人気を博している。

### ぬいぐるみ
1998年長野オリンピックや、2002 FIFAワールドカップで公式ライセンス商品の販売を手掛けてきたサン・アロー（東京都千代田区）が手掛け、販売した。しかし、開催から1年後の2022年9月24日にミライトワとソメイティのぬいぐるみの販売を巡って、サン・アローと大会組織委員会理事である高橋治之らとの間での贈収賄事件が発覚した。
東京地検特捜部は、サン・アローが便宜供与の謝礼として700万円を高橋の知人の会社を通じて、贈賄を行っていたとして、2022年10月19日に東京都千代田区の同社本社を家宅捜索した。この件で、高橋は特捜部に受託収賄容疑で再逮捕（4度目の逮捕）されている。11月9日にサン・アローの社長と顧問が贈賄罪で在宅起訴された。

## ロボット
組織委員会とトヨタ自動車の共同開発により、ミライトワとソメイティのロボットが製作され、2019年7月22日に公開された。

## 評価
2018年3月に『フォーブス』のウェブサイトに掲載されたジェイク・エーデルスタインの寄稿記事によると、マスコットの選抜に対する反応は「一般的にポジティブ」だった。アデルシュタインは、マスコットが東京のオリンピックを財政的に支援すると推測した。アデルシュタインは、マスコットを「キュート」と表現しつつも、Twitter上で「未来的な青とピンクのキャラクターが古くさいジェンダー的役割に明らかに堕している」といった批判がいくつか見られたとコメントした。また、複数のTwitterユーザーが、マスコットを「ポケモンのよう」と評した。作家の鈴木るりかは、マスコットを「世界的に人気がある日本のアニメ風」、「見事で、スポーティで、オリンピックには完璧だ」と評した。教育学者の尾木直樹は、マスコットを選ぶ際の、成人ではなく子供の役割の重要性を強調した。マスコットが公開されたとき、Petrana Radulovicはマッシャブルに掲載された記事で「愛らしいですね」と述べた。
『ザ・ストレーツ・タイムズ』に掲載されたフランス通信社の記事によると、ソーシャルメディアのマスコット選択に対する反応は、「マッチしている」が、 マスコットは「より丸い」または「もっと抱きしめる」べきであるとの意見があった。他のコメンテーターは、デザインが「子供たちにもっと訴えているが、大人はより柔らかくより伝統的な選択肢を優先した」と述べた。ダン・マクケードはスポーツニュースのウェブサイトDeadspinの記事で、2020年のマスコットがBBCからの声明を引用して、2018年の平昌オリンピックのマスコットであるスホランとバンダビの人気にマッチするのは難しいと書いており、ジャパンタイムズ紙はスホランとバンダビの成功が「日本を縛り付けてしまう」との見出しを書いた。スポーツニュースサイトSB Nationに掲載されたJames Datorのブログエントリーは、マスコットデザインは「機能的に何も間違っていない」と書いたが、秋本早苗の（ウ）案が優れた候補であり、代わりに選ばれているはずだと感じた。Datorはまた、子供たちは最終決定を下すべきではないと主張した。谷口亮は、2020オリンピックとパラリンピックの遺産の一部として、2022年1月3日にミライティを作成した。